# Сливкин, Евгений Александрович
Евге́ний Алекса́ндрович Сли́вкин (род. 1955, Ленинград) — русский поэт. Окончил Ленинградский институт машиностроения. В 1980 году поступил в Литературный института имени А. М. Горького в Москве. В 1993 году уехал в США, учился в аспирантуре при кафедре славистики Иллинойского университета, где защитил докторскую диссертацию по русской литературе XIX в.. Работал в Оклахомском и Денверском университетах; с 2018 г. до выхода в отставку в 2025 г. преподавал на кафедре иностранных и классических языков и литератур Вирджинского политехнического института.
Юлия Качалкина, рецензируя в журнале «Арион» книгу Сливкина «Сад в прерии», так описывает его поэтику:

Сливкин обживает классический ландшафт, одомашнивает его — сколачивает заборчики иронии, проявляющейся в кривоватом русскоговорении иноязычных слов (Хеллувин, хужер-земледел, оджибуэи), и посреди обработанной целины проворно раскладывает топчан собственной якобы непричастности. … Герой перебирает болевые точки собственной биографии — встречи и расставания с женщинами, дискредитированные правдой прошедшего времени; положение эмигранта пятой волны, которому не так уж и плохо живется, судя по виду из лирического окна. Сливкин словно репетирует, решая, быть ему человеком частным и мелодраматичным — или историческим и трагедийным. Интерес к тому, что вовне, почтение к театральному заднику в итоге оказывается важнее.

Ту же мысль развивает в журнале «Знамя» Ян Пробштейн:

Во времена постмодернистского дискурса и скепсиса Евгений Сливкин «рифмует» идеи и времена, находя в далеком близкое, будь то судьба В. С. Печерина или разрушенный Иннокентием III Лангедок; а близкое показывает не только художническим взглядом — выпукло и зримо («тюлень лежит, как Пьер Безухов, / схвативший пулю из Лепажа»), — но и в перспективе прошлого и будущего, упирающегося в вечность и в смерть. <…> Между крайностей, меж наковальней истории и молотом современности, ищет поэт аналогов в поисках ответов на нелегкие вопросы.

Эмиль Сокольский пишет о книге Сливкина "Над Америкой Чкалов летит":
Путь Сливкина — опасный: если нет ярко выраженной индивидуальности — получается не более чем гладкость письма, чистописание, неуязвимая «правильность» в духе образцовой, разрешенной советской поэзии. Здесь же мы имеем дело с нетипичным взглядом, смысловой сжатостью высказываний, неожиданными поворотами мысли и каким-то особым душевным настроем, не поддающимся копированию, подражанию, развитию. Не вспомню сейчас другого поэта, который так сочетал бы свою боль, говорил о драматичности человеческого существования, стремящегося к исходу, с юмором — то ли беспощадным, то ли смягчающим, то ли попросту — спасительным. (Дети Ра, 5, 2018)
В рецензии на ту же книгу Даниил Чкония в журнале "Эмигрантская лира" (31, 2020) дает во многом схожую характеристику поэтической манере  автора:                                                                                                                                                                                                                                                                                                                                                                                         "Сливкин - поэт ярко выраженной интонации. У него трудно найти стихи элегического настроения, хотя такие есть - и они хороши. Но его темперамент проявляется в полных экспрессии, напористых стихотворениях гораздо чаще и убедительней. Он никогда не затягивает свою стихотворную речь, не бывает многословным, стихотворение выстреливает на сильном коротком выдохе. Автор при этом высказывается вполне исчерпывающе - его поэтическая мысль неожиданна и парадоксальна".
Чкония также отмечает, что "версификационная свобода Сливкина безупречна. Она позволяет ему щедро разбрасывать образы и метафоры по стихотворениям, слово у него всегда на точном месте. Музыка стиха наполнена богатой, но не навязчивой аллитерацией".
Тот же критик, предваряя публикацию Сливкина в журнале "Эмигранская лира" (33, 2021), пишет: "Евгений Сливкин - поэт своей узнаваемой интонации и своего жеста (...) Он переключает регистры, неожиданно взрывая динамику развития стихотворения, своеобразно совмещает иронию с острой пронзительной болью, тем самым добиваясь впечатляющего воздействия на читательское восприятие! Метафоры и поэтические образы словно рождаются на наших глазах, звук точен, словарь широк. Темперамент зашкаливает".
Анатолий Либерман высказывается о поэзии Сливкина в журнале "Мосты":
Сливкин несентиментален, но со всеми страждущими он одной крови. А стихи его, среди прочего, — потому настоящая поэзия, что их нельзя пересказать прозой.  (Мосты, 63, 2019)
Виктор Дмитриев в рецензии на книгу поэта  "Обреченный снег" считает, что "В умении Сливкина всматриваться и видеть подспудное трагическое течение жизни – секрет необычайной глубины и метафоричности его поэзии"  (Ex Libris Независимая газета, 16, 12, 20 )
"Не вдаваясь пока что в глубокий анализ поэзии Евгения Сливкина, хочу лишь подчеркнуть его тесную связь с русской метафорической поэзией, а также его совершенно индивидуальное восприятие мира и окружающих поэта явлений и вещей" - отмечает во вступлении к книге Сливкина "Сестра отчаянья" (2024) профессор Варшавского университета Роман Мних.
О той же книге отзывается Ольга Кравцова (Эмигрантская лира, 47, 2024): "Вышедшую в этом году новую книгу поэта Евгения Сливкина было бы возможно назвать и настоящим взрывом боли, так как внутренний накал его стихов, их потока и натиска – к подобному определению чрезвычайно близок. Словно бы строчки вдруг стали пульсирующими живыми клетками в едином живом теле книжки и очень точно отразили её название(…) Книга «Сестра отчаянья» открывает читателю не просто и не только своеобразие индивидуального авторского восприятия мира, но и очень достоверную, именно с точки зрения этого трагического, эмоционально-чувствительного личностного модуля, картину бытия. Первый взгляд и самое первое впечатление – простота поэтической строки и формы, мелодика, близкая к фольклорной. Но эта простота очень обманчива, она не опровергает стремительности накала, она находится с ним в содружестве – самобытностью поэтического характера, наблюдательностью взгляда, точечным рисунком воспоминания, мысленной фиксацией внешнего события и собственного чувства, общего глубокого переживания. Так рождается метафора Сликина, его метафизика".
В развёрнутой рецензии на "Сестру отчаянья" Анна Станкевич приходит к выводу: "Даже приблизительный подсчет позволяет констатировать, что стержневые образы анализируемого сборника – родина и смерть. Уху хочется услышать уже звучавшее в истории «Patria o muerte!» («Родина или смерть!») – лозунг кубинской революции, но у Сливкина именно так: родина и смерть, а точнее, родина – она же смерть". (Новый Журнал, 317, 2024)
Обращаясь к высказыванию Сергея Гандлевского о поэтической манере Сливкина, Борис Григорин не соглашается: "По Гандлевскому, Сливкин пишет "сухо и выразительно"... А по мне, так весело и не всегда «всерьез»! Пожалуй, по-пушкински весело...и страшно (…) Он просто испытывает пределы высказывания: тут не эзопов язык или философская притча, но лаконизм и точность (почти научная) поэта. Тот случай, когда точность попадания может быть мировоззрением (здесь: поэзией). (РЕТРоСПЕКТиВЫ 16, 2024)

## Книги стихов
- Птичий консул. — Л.: Советский писатель, 1990.
- Аллея дважды сгинувших героев. — СПб., Две столицы,1992
- Сад в прерии. — СПб.: Пушкинский фонд, 2004.
- Оборванные связи. — М.: Водолей, 2012.
- Над Америкой Чкалов летит  — М. Образ, 2018
- Обречённый снег  — NY: Littera Publishing 2020
- Сестра отчаянья —Siedlce, Poland: Wydanie pierwsze 2024